# Estrada de Ferro Juruti
A Estrada de Ferro Juruti, Estrada de Ferro Alcoa ou ainda Ferrovia Alcoa é uma ferrovia industrial com 55 km de extensão, em bitola métrica, localizada entre a mina de bauxita e o Terminal Portuário, de propriedades da Alcoa, na cidade de Juruti (PA), no Brasil.

## História
Localizada no oeste do estado do Pará, em meio a Floresta Amazônica, as obras do complexo de Juruti começaram a ser implantadas em maio de 2006 pela construtora pela Camargo Corrêa, com investimento de cerca de 1,8 bilhões de reais da companhia Alcoa. O empreendimento conta com a mina que tem a bauxita extraída a céu aberto, ferrovia, área de beneficiamento e área de lavra, além do terminal portuário na margem direita do Rio Amazonas para navios tipo Panamax.
As operações da Estrada de Ferro Juruti foram iniciadas em 2009, sendo sua taxa operacional atual de 7,5 milhões de toneladas por ano (6,5 milhões de toneladas métricas secas) de bauxita de alta qualidade. Esta produção é destinada à refinaria do Consórcio Alumar em São Luís-(MA). A mina possui reserva mineral de aproximadamente 700 milhões de toneladas, suficiente para produção entre 50 e 70 anos.

## Informações gerais
- Extensão do trecho: 55 km;[3] / 57 km[4]
- Bitola: 1,00 m;
- Tração: diesel

## Material rodante
- 3 locomotivas fabricadas nos Estados Unidos pela NREC – modelo E3000C com 3.000 HP de potência[5]. (Video mostrado as locomotivas em operação)
- 72 vagões gôndola, fornecidos pela Usimec – Usiminas Mecânica com capacidade de 80 toneladas cada.